# Pomperipossa
Pomperipossa är en häxa som först dök upp i sagan Sagan om Pomperipossa med den långa näsan av den svenske journalisten och författaren Axel Wallengren (även känd under pseudonymen Falstaff, fakir) .
År 1976 använde även Astrid Lindgren figuren, i den satiriska sagan Pomperipossa i Monismanien.

## Källhänvisningar
1. ↑  "Pomperipossa". NE.se. Läst 5 november 2014.